# Icke-dödliga vapen

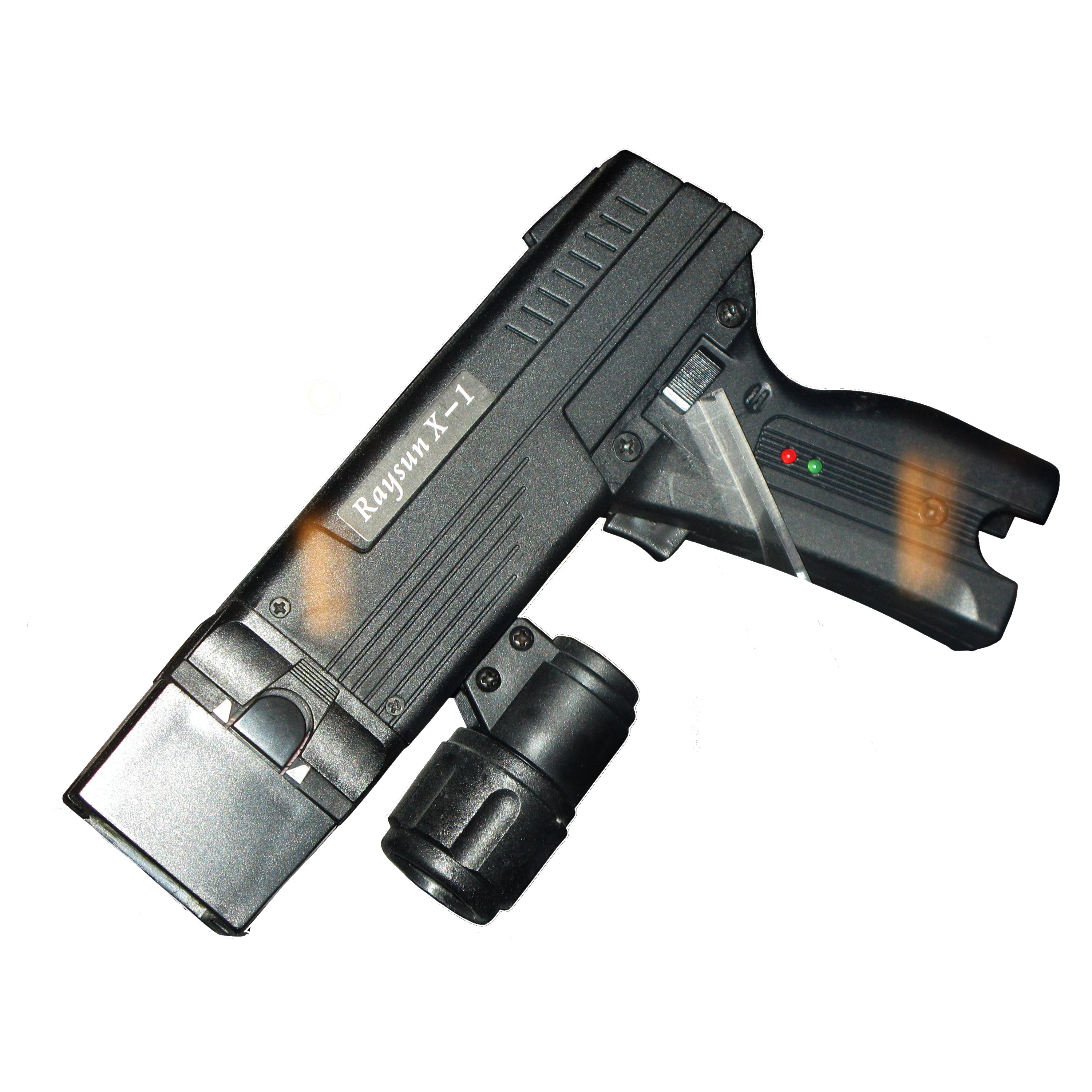
Elchockpistol

Icke-dödliga vapen, även kallat mindre dödliga vapen eller "icke dödande vapen" är ett samlingsbegrepp som innefattar vapen som inte har till syfte att döda, till exempel gummikulor, chockgranater, tårgas, elchockpistoler och pepparspray. Denna sorts vapen används oftast av polis under kravaller eller liknande situationer där dödligt våld inte är befogat. Namnet "mindre dödliga vapen" kommer sig av att man aldrig kan garantera att ett vapen inte dödar; exempelvis kan en gummikula som träffar huvudet orsaka livshotande skador.
Bland de nyare icke-dödliga vapen som studeras finns laservapen, infraljudsvapen, vortexvapen och mikrovågsvapen.